# Kevin McHale

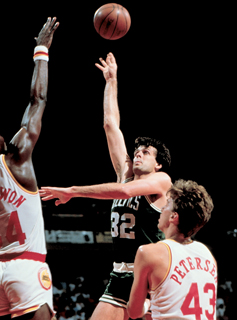
Kevin McHale mot Hakeem Olajuwon och Jim Petersen under en av NBA-finalerna 1986.

Kevin Edward McHale, född 19 december 1957 i Hibbing i Minnesota, är en baskettränare och en framgångsrik före detta basketspelare. Han spelade tretton säsonger i NBA med Boston Celtics, främst som power forward. 2011–2015 var han huvudtränare för Houston Rockets.

## Spelarkarriär
Den 209 cm långa McHale spelade som power forward för Minnesota Golden Gophers (University of Minnesota) från 1976 till 1980, med 15,2 poäng och 8,5 returer i snitt per match. När han kom till Boston Celtics formerade han med Larry Bird och Robert Parish det som skulle bli "The Big Three", som hjälpte Celtics till fem NBA-finaler och tre mästerskap (1981, 1984 och 1986).
Efter många skador slutade McHale spela basket år 1993. Celtics reserverade då hans tröjnummer 32 så att ingen annan får bära det numret.
Han är rankad som en av de 50 bästa spelarna i NBA och installerades i NBA Basketball Hall of Fame 1999.

## Tränarkarriär

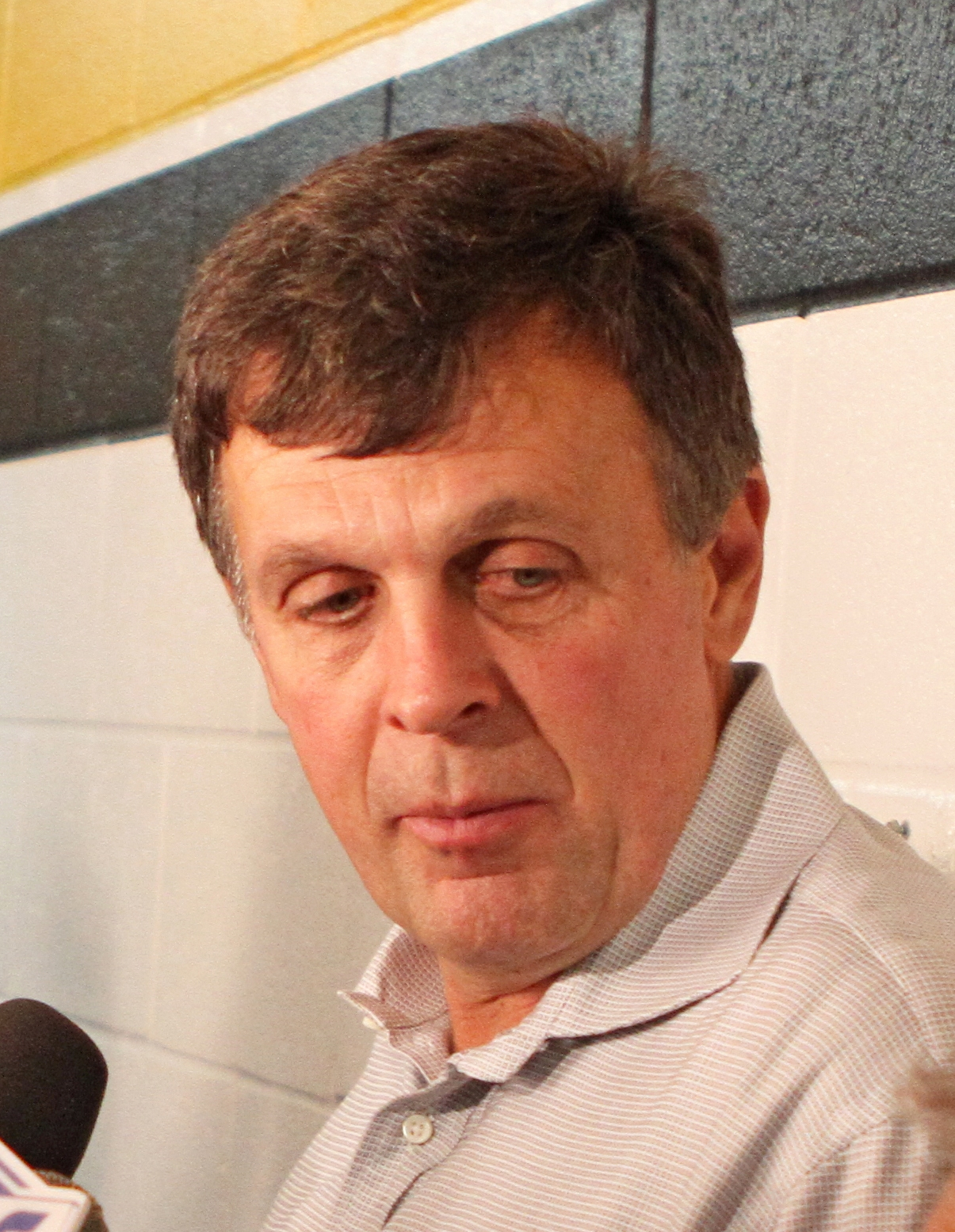
Kevin McHale 2012.

Kevin McHale var huvudtränare för Minnesota Timberwolves 2005 och 2008–2009.
2011 blev han huvudtränare för Houston Rockets. Han ledde dem till final i NBA:s Western Conference 2015 (detsamma som slutspelets semifinal). Trots det avskedades han nästföljande säsong, i november 2015, efter fyra raka förluster och bara fyra segrar av elva matcher från och med starten av säsongen 2015/2016 av NBA.

## Lag
Som spelare
- Boston Celtics (1980–1993)

Som tränare
- Minnesota Timberwolves (2005, 2008–2009)
- Houston Rockets (2011–2015)